# İlkay Durmuş
İlkay Durmuş (ur. 1 maja 1994 w Stuttgarcie) – turecki piłkarz występujący na pozycji napastnika w polskim klubie Polonia Warszawa.

## Kariera klubowa

### Gençlerbirliği SK
20 czerwca 2012 roku przeszedł do zespołu Gençlerbirliği SK. Zadebiutował 31 października 2013 w meczu Pucharu Turcji przeciwko Bergama Belediyespor (1:2).

### Antalyaspor
27 stycznia 2014 podpisał kontrakt z klubem Antalyaspor. Zadebiutował 18 maja 2014 w meczu Süper Lig przeciwko Trabzonsporowi (0:2).

### Floridsdorfer AC
27 stycznia 2015 przeszedł do drużyny Floridsdorfer AC. Zadebiutował 27 lutego 2015 w meczu 2. Ligi przeciwko SV Horn (2:5).

### Austria Lustenau
1 lipca 2015 podpisał kontrakt z zespołem Austrii Lustenau. Zadebiutował 15 września 2015 w meczu 2. Ligi przeciwko SK Austria Klagenfurt (1:1). Pierwszą bramkę zdobył 2 października 2015 w meczu ligowym przeciwko SKN St. Pölten (0:1).

### SV Ried
1 lipca 2017 przeszedł do klubu SV Ried. Zadebiutował 15 lipca 2017 w meczu Pucharu Austrii przeciwko Wiener SC (0:4). W 2. Lidze zadebiutował 21 lipca 2017 w meczu przeciwko 1. Wiener Neustädter SC (0:1). Pierwszą bramkę zdobył 28 lipca 2017 w meczu ligowym przeciwko Austrii Lustenau (0:2).

### Wacker Innsbruck
1 lipca 2018 podpisał kontrakt z drużyną Wacker Innsbruck. Zadebiutował 27 lipca 2018 w meczu Bundesligi austriackiej przeciwko Austrii Wiedeń (2:1). Pierwszą bramkę zdobył 30 września 2018 w meczu ligowym przeciwko SV Mattersburg (2:1).

### St. Mirren
30 lipca 2019 przeszedł do zespołu St. Mirren. Zadebiutował 3 sierpnia 2019 w meczu Scottish Premiership przeciwko Hibernian (1:0). Pierwszą bramkę zdobył 11 sierpnia 2019 w meczu ligowym przeciwko Aberdeen (1:0).

### Lechia Gdańsk
17 czerwca 2021 podpisał kontrakt z klubem Lechia Gdańsk. Zadebiutował 24 lipca 2021 w meczu Ekstraklasy przeciwko Jagiellonii Białystok (1:1).

## Kariera reprezentacyjna

### Turcja U-19
W 2012 roku otrzymał powołanie do reprezentacji Turcji U-19. Zadebiutował 4 grudnia 2012 w meczu towarzyskim przeciwko reprezentacji Portugalii U-19 (2:1). W 2013 roku otrzymał powołanie na Mistrzostwa Europy U-19 2013, na których zadebiutował 20 lipca 2013 w meczu fazy grupowej przeciwko reprezentacji Serbii U-19 (2:1).

### Turcja U-20
W 2012 roku otrzymał powołanie do reprezentacji Turcji U-20. Zadebiutował 9 września 2012 w meczu towarzyskim przeciwko reprezentacji Ukrainy U-20 (1:0). 7 czerwca 2013 otrzymał powołanie na Mistrzostwa Świata U-20 2013, na których zadebiutował 22 czerwca 2013 w meczu fazy grupowej przeciwko reprezentacji Salwadoru U-20 (3:0).

## Statystyki
(aktualne na dzień 9 sierpnia 2021)
| Klub               | Sezon              | Liga                 | Liga  | Liga   | Puchar kraju | Puchar kraju | Puchar ligi | Puchar ligi | Suma  | Suma   |
| Klub               | Sezon              | Liga                 | Mecze | Bramki | !Mecze       | Bramki       | Mecze       | Bramki      | Mecze | Bramki |
| ------------------ | ------------------ | -------------------- | ----- | ------ | ------------ | ------------ | ----------- | ----------- | ----- | ------ |
| Gençlerbirliği SK  | 2013/14            | Süper Lig            | 0     | 0      | 1            | 0            | –           | –           | 1     | 0      |
| Gençlerbirliği SK  | Ogólnie            | Ogólnie              | 0     | 0      | 1            | 0            | 0           | 0           | 1     | 0      |
| Antalyaspor        | 2013/14            | Süper Lig            | 1     | 0      | 0            | 0            | –           | –           | 1     | 0      |
| Antalyaspor        | Ogólnie            | Ogólnie              | 1     | 0      | 0            | 0            | 0           | 0           | 1     | 0      |
| Floridsdorfer AC   | 2014/15            | 2. Liga              | 8     | 0      | 1            | 0            | –           | –           | 9     | 0      |
| Floridsdorfer AC   | Ogólnie            | Ogólnie              | 8     | 0      | 1            | 0            | 0           | 0           | 9     | 0      |
| Austria Lustenau   | 2015/16            | 2. Liga              | 15    | 2      | 0            | 0            | –           | –           | 15    | 2      |
| Austria Lustenau   | 2016/17            | 2. Liga              | 23    | 5      | 2            | 1            | –           | –           | 25    | 6      |
| Austria Lustenau   | Ogólnie            | Ogólnie              | 38    | 7      | 2            | 1            | 0           | 0           | 40    | 8      |
| SV Ried            | 2017/18            | 2. Liga              | 35    | 8      | 4            | 0            | –           | –           | 39    | 8      |
| SV Ried            | Ogólnie            | Ogólnie              | 35    | 8      | 4            | 0            | 0           | 0           | 39    | 8      |
| Wacker Innsbruck   | 2018/19            | Bundesliga           | 18    | 1      | 1            | 0            | –           | –           | 19    | 1      |
| Wacker Innsbruck   | Ogólnie            | Ogólnie              | 18    | 1      | 1            | 0            | 0           | 0           | 19    | 1      |
| St. Mirren         | 2019/20            | Scottish Premiership | 28    | 4      | 4            | 0            | 0           | 0           | 32    | 4      |
| St. Mirren         | 2020/21            | Scottish Premiership | 31    | 3      | 4            | 0            | 4           | 1           | 39    | 4      |
| St. Mirren         | Ogólnie            | Ogólnie              | 59    | 7      | 8            | 0            | 4           | 1           | 71    | 8      |
| Lechia Gdańsk      | 2021/22            | Ekstraklasa          | 3     | 0      | 0            | 0            | –           | –           | 3     | 0      |
| Lechia Gdańsk      | Ogólnie            | Ogólnie              | 3     | 0      | 0            | 0            | 0           | 0           | 3     | 0      |
| Ogólnie w karierze | Ogólnie w karierze | Ogólnie w karierze   | 162   | 23     | 17           | 1            | 4           | 1           | 183   | 25     |